# Ceanothus thyrsiflorus
Ceanothus thyrsiflorus là một loài thực vật có hoa trong họ Táo. Loài này được Eschw. mô tả khoa học đầu tiên năm 1856.

## Hình ảnh

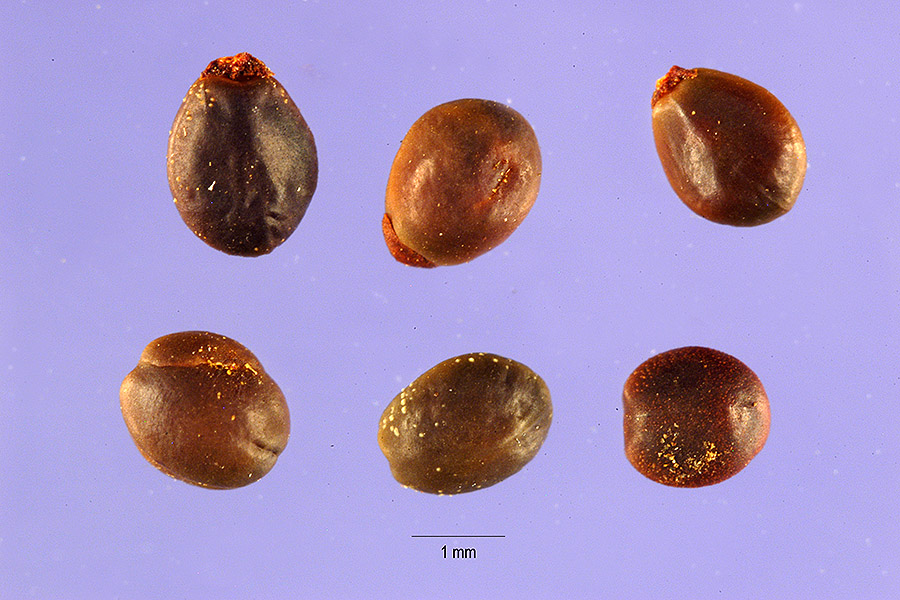
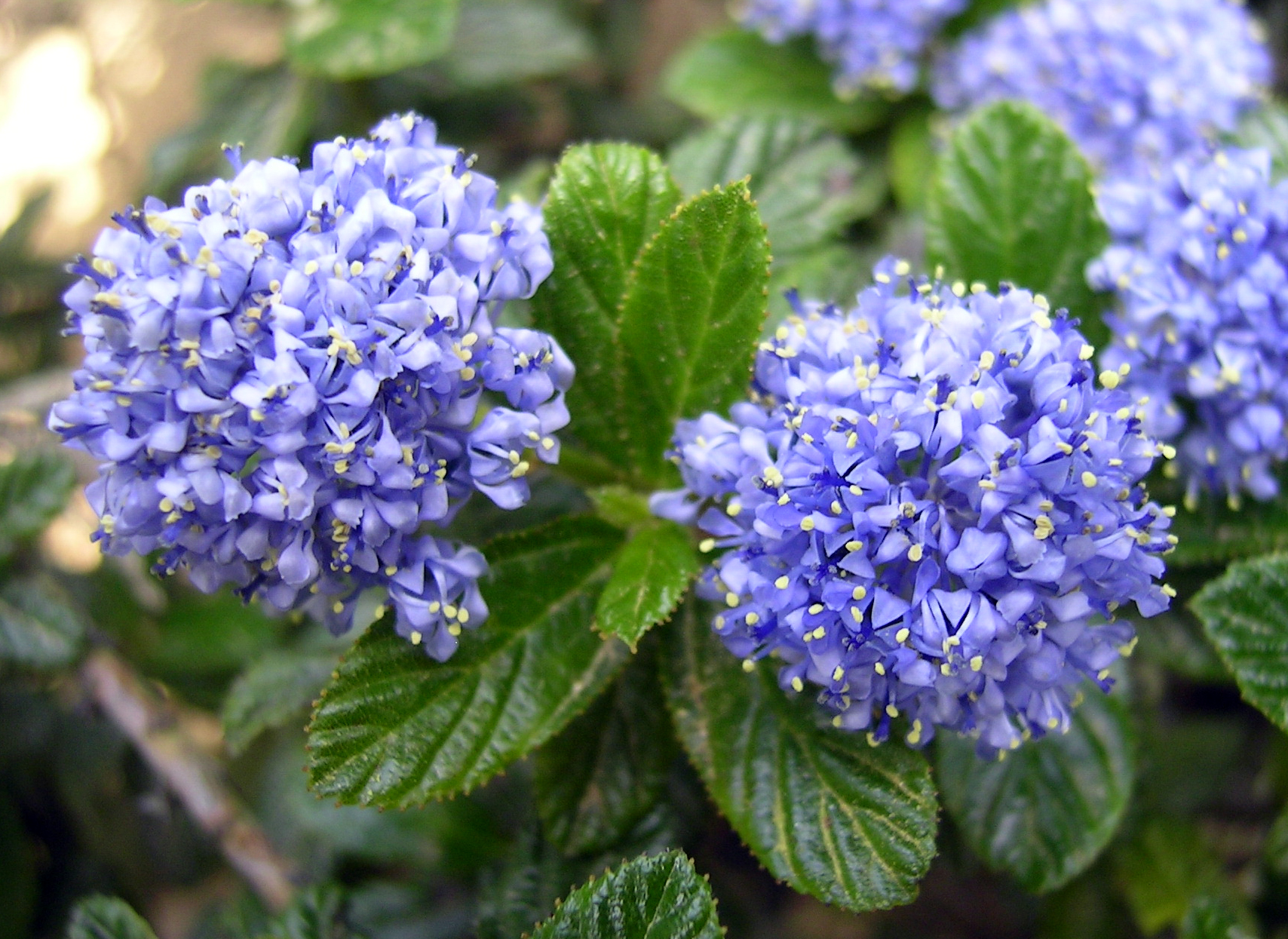
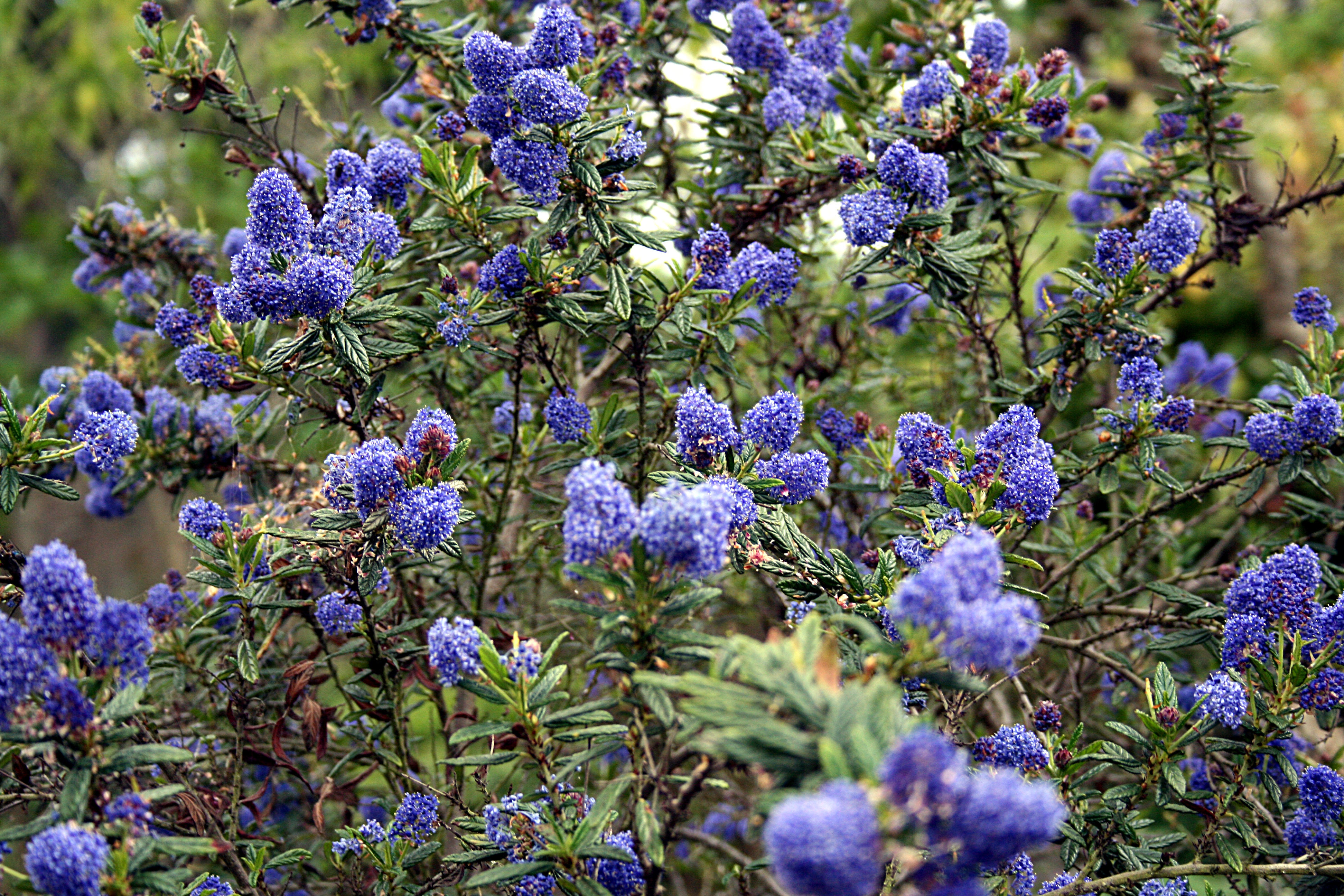
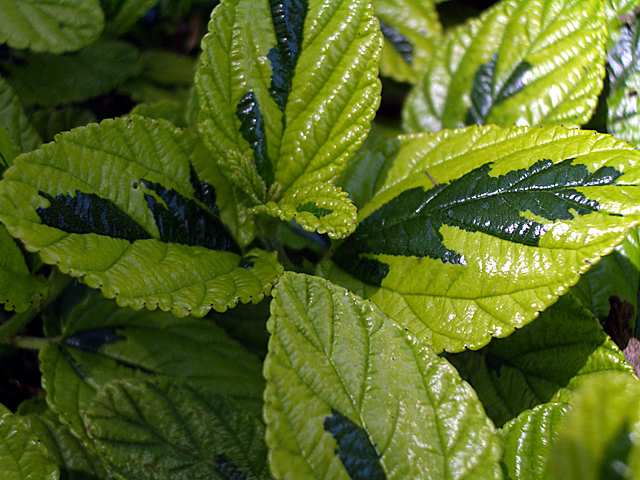